# Montbrun-les-Bains
Montbrun-les-Bains é uma comuna francesa na região administrativa de Auvérnia-Ródano-Alpes, no departamento de Drôme. Estende-se por uma área de 33.26 km². Em 2010 a comuna tinha 448 habitantes (densidade: 13,5 hab./km²).